# 胡汝鼎
胡汝鼎（1905年—1985年10月7日）曾經用名胡彝芬，筆名胡夷、夷园，浙江杭州人，中國電機工程師、技術官僚，浙江大学、震旦大学教授。

## 生平

### 中華民國時期
胡汝鼎的小、中學在杭州度過，1924年考入上海复旦大學理工科，1925年8月留學美國康奈尔大學，英文名為Hu Jue Ting，但讀不到一年在1926年就去波士顿。1928年麻省理工学院电机系畢業，次年获硕士学位。畢業後至奇异电机厂工作，后晋升为该厂交流电机部助理工程师，主持研制高起动力感应电机，改进交通自动化信号灯，还为奇异电机厂编写《艺徒讲义》、《算尺微读法》等教材。同年加入美国电机工程学会。
1929年9月回国，任浙江省电气局试验所主任工程师，1934年与电机界同仁创立中国电机工程师学会，又历任国民政府中央建设委员会设计委员、技正、上海电机制造厂电池部主任、厂长等职。1933年任浙江大学工学院电机系主任、代院长。同年，主持研制成功同步电动机，为有声电影《桃李劫》作出贡献。还首创瑚珀塑胶粉、醋酸纤维塑胶粉，干电池冷制法，消声器、三轮、四轮电动车等新科技项目。1936年，任南京国民政府建设委员会设计处处长。1938年南京沦陷前夕，建委撤销被解雇，携家来沪，从事翻译《海佛隆氏运算微积分学》。1939年底，与荣毅仁合资创办上海新丰化工厂，任合丰企业公司铁电厂厂长、新丰电化厂经理。
1940年，與金融界人士集资在上海租界创建公用电机厂，次年9月，创建上海公用电机股份公司任董事长兼总经理。
1946年6月，与上海电机工程师学会同仁创办《电世界》月刊，任经理部副经理。鑒於外國計算尺运用不十分灵便等缺点，在1947年设计制造出自己的胡汝鼎计算尺，但当时并未实际制造。

### 中华人民共和国時期
中华人民共和国成立后，胡汝鼎历任上海电机第一联合工厂总管理处总经理、总工程师，兼任震旦大学教授、电机系主任、以及上海华东工业部管理局工程师、第一机械工业部上海办事处技术科科长。
胡汝鼎曾主持设计制造中国第一代磁放大器、改进10万千瓦发电机组冷却系统，为中国第一台12.5万千瓦双水内冷发电机组的研制。60年代初，出席上海研制的10万千瓦发电机组鉴定会，提出用双水内冷散热可提高发电容量。
文化大革命時，胡汝鼎被下放劳动，仍坚持学习和科技研究，在六平方米陋室中，以板箱作绘图台，设计无机壳电机的全套图纸。1979年4月，恢复上海市机电一局副局长兼总工程师职务。1980年，任上海市科技协会委员。1983年4月任上海市第六届政协委员，同年获中国电机工程学会工作积极分子称号。在上海电机行业中，与孙鼎、武书鼎，被称为“电机三鼎”。1985年退居二线，任上海市机电工业局技术顾间，並为《小伙伴》兒童杂志撰写科普文章，也担任《辞海》电机和自动化分科主编。1985年10月7日凌晨，因心肌梗塞逝世于上海。

## 著作
胡汝鼎通晓英、日、法、俄四种外语，并公开发表论文和著译作多种，如《运算微积分学和电路中的不稳定现象》、《磁放大器论文集》。

## 逸事
- 傳言胡汝鼎曾在愛迪生底下工作，還在1927年發明紅綠燈的黄灯，以作為緩衝訊號，但以上兩點都是子虛烏有。愛迪生當時已退休；黄色信号灯、三色燈早在之前就已發明[8][4][9][10]。

- 胡汝鼎收藏許多連珠棋的日文雜誌書籍[11]，手稿筆記也有許多探討連珠的心得[12]。